# Hesperoptenus blanfordi
Hesperoptenus blanfordi је врста слепог миша из породице вечерњака (лат. Vespertilionidae).

## Распрострањење
Ареал врсте је ограничен на мањи број држава.
Врста има станиште у Тајланду, Лаосу, Бурми, Вијетнаму, Малезији, Камбоџи и Индонезији.

## Станиште
Станишта врсте су шуме и речни екосистеми. 
Врста је присутна на подручју острва Борнео у Индонезији.

## Угроженост
Ова врста није угрожена, и наведена је као последња брига јер има широко распрострањење.